# 고등래퍼 3
《고등래퍼 3》는 고등학생들을 대상으로 한 힙합 오디션 프로그램이다. Mnet에서 방영되었다.

## 진행자
| 진행 | 시즌 3                                                                |
| ---- | --------------------------------------------------------------------- |
| MC   | 넉살 & 딘딘 (임시)                                                    |
| 멘토 | 그루비룸, 더 콰이엇 & 코드 쿤스트, 기리보이 & 키드밀리, 행주 & 보이비 |

## 참가자
| 순위         | 이름   | 예명                         | 소속사                   | 소속그룹                                     |
| ------------ | ------ | ---------------------------- | ------------------------ | -------------------------------------------- |
| 1위          | 이영지 | 영지                         | 메인스트림               | 前힙합걸Z                                    |
| Top6 (2위)   | 강민수 | 아퀴나스                     | 에르타알레               | 前다운타운뮤직                               |
| Top6 (3위)   | 최진호 | 블루웨일                     |                          | 제8기후대                                    |
| Top6 (4위)   | 이진우 | 시가에이                     | A Town, 前StoneShip      |                                              |
| Top6 (5위)   | 권영훈 | 탕디어썸                     | CTM                      | 제8기후대                                    |
| Top6 (6위)   | 양승호 | 소코도모                     | 소니뮤직코리아           | EUMCHA1LD                                    |
| Top9 (7위)   | 서민규 | 前ITOWNKID                   |                          | 前죄와벌                                     |
| Top9 (8위)   | 강현준 | 릴타치                       | 위더플럭                 | 탈주닌자클랜                                 |
| Top9 (9위)   | 김민규 | 영케이                       | 모조피플                 | KIFF CLAN, 404 Not Found, HIT THE BANK, CKND |
| Top12 (10위) | 송민재 | 플루마                       | 하이라인                 | FRANK, AQUA                                  |
| Top12 (10위) | 윤현선 | 지스트                       |                          | 언더클라우드, 센티넬                         |
| Top12 (12위) | 하선호 | 샌디                         | 업보트, 前미스틱         | 前힙합걸Z                                    |
| Top16 (13위) | 오동환 | 언텔                         |                          | 언텔 X 신유진씨                              |
| Top16 (14위) | 김현성 | Nerdboi                      |                          |                                              |
| Top16 (15위) | 김호진 | 호치키스, 前퍼피캣, 前호카케 | 그랜드라인               |                                              |
| Top16 (16위) | 최진성 | goi                          |                          | NFL                                          |
| Top32        | 정지웅 | 노랑곰, 前JAYONE             |                          |                                              |
| Top32        | 옥가향 | 前Desprado, 前향가           |                          |                                              |
| Top32        | 조남혁 | NOA                          |                          |                                              |
| Top32        | 김대원 |                              |                          |                                              |
| Top32        | 진수민 |                              |                          |                                              |
| Top32        | 김효동 | CIAN, 前Wavy                 |                          | 센티넬                                       |
| Top32        | 최민홍 | CLIQUE                       |                          | 센티넬                                       |
| Top32        | 유찬욱 | 비오                         | 페임어스, 빅플래닛메이드 | 前₩ip €ream                                  |
| Top32        | 최신현 | 오픈다드림                   |                          |                                              |
| Top32        | 윤종호 |                              |                          |                                              |
| Top32        | 윤승호 |                              |                          |                                              |
| Top32        | 조진용 | Ken                          |                          |                                              |
| Top32        | 김병규 | X.I                          |                          |                                              |
| Top32        | 길정욱 | 줄라이 세븐, 前kiru          |                          |                                              |
| Top32        | 고준서 |                              |                          |                                              |
| Top32        | 윤석준 |                              |                          |                                              |

- 김민규 (Young Kay) (세미파이널 탈락)
- 강현준 (Lil tachi) (세미파이널 탈락)
- 고준서 (팀 대표 선발전 탈락)
- 권영훈 (TANGTHEAWESOME) (5위)
- 유찬욱 (BE'O) (팀 대표 선발전 탈락)
- 정지웅 (JAYONE) (팀 대표 선발전 탈락)
- 진수민 (팀 대표 선발전 탈락)
- 최진호 (Blue Whale) (3위)
- 이영지 (우승)
- 송민재 (PLUMA) (2차 팀 대항전 탈락)
- 윤현선 (GIST) (2차 팀 대항전 탈락)
- 조남혁(팀대표 선발전 탈락)
- 김병규 (X.I) (팀 대표 선발전 탈락)
- 최진성 (Goi) (1차 팀 대항전 탈락)
- 최민홍 (Clique) (팀 대표 선발전 탈락)
- 양승호 (sokodomo) (6위)
- 하선호 (Sandy) (2차 팀 대항전 탈락)
- 길정욱 (팀 대표 선발전 탈락)
- 김현성 (Nerdboi) (1차 팀 대항전 탈락)
- 오동환 (Untell) (1차 팀 대항전 탈락)
- 옥가향 (Desprado) (팀 대표 선발전 탈락)
- 윤석준 (팀 대표 선발전 탈락)
- 최신현 (ODD) (팀 대표 선발전 탈락)
- 강민수 (AQUINA$) (준우승)
- 김대원 (팀 대표 선발전 탈락)
- 김효동 (Wavy) (팀 대표 선발전 탈락)
- 서민규 (Itownkid) (세미파이널 탈락)
- 윤승호 (팀 대표 선발전 탈락)
- 윤종호 (팀 대표 선발전 탈락)
- 이진우 ($IGA A) (4위)
- 조진용 (Ken) (팀 대표 선발전 탈락)
- 김호진 (HOCHIKISS) (1차 팀 대항전 탈락)

## 경연 결과

### 학년별 싸이퍼
- 예비고1+1학년 우승자 : 이영지
- 2학년 우승자 : 김민규
- 3학년 A조우승자 : 양승호(sokodomo)
- 3학년 B조우승자 : 강민수

### 팀대표 결정전

#### 이영지 팀
이영지, 최진성, 윤현선, 김병규, 조남혁, 최민홍, 송민재, 김호진
- 1위: 윤현선
- 2위: 송민재
- 3위: 이영지

#### 김민규 팀
김민규, 권영훈, 유찬욱, 진수민, 고준서, 정지웅, 강현준, 최진호
- 1위: 권영훈
- 2위: 강현준
- 3위: 최진호

#### 강민수 팀
강민수, 서민규, 윤승호, 김대원, 윤종호, 김효동, 조진용, 이진우
- 1위: 이진우
- 2위: 강민수
- 3위: 서민규

#### 양승호 팀
양승호, 하선호, 오동환, 윤석준, 최신현, 김현성, 옥가향, 길정욱
- 1위: 양승호
- 2위: 하선호
- 3위: 오동환

#### 추가합격자
- 기리보이 & 키드밀리 : 김호진
- 행주 & Boi B : 최진성
- 더 콰이엇 & 코드 쿤스트 : 김민규
- 그루비룸 : 김현성

### 교과서 랩 대결

#### 팀원
- 기리보이 & 키드밀리

권영훈, 강현준, 최진호, 김호진
- 행주 & Boi B

이진우, 강민수, 서민규, 최진성
- 더 콰이엇 & 코드 쿤스트

윤현선, 송민재, 이영지, 김민규
- 그루비룸

양승호, 하선호, 오동환, 김현성

#### 결과
- 이진우 & 강민수 (승) vs 양승호 & 오동환(거울) (패)
- 강현준 & 김호진(눈) (패) vs 윤현선 & 김민규(별 헤는 밤) (승)
- 권영훈 & 최진호(갈매기의 꿈) (승) vs 서민규 & 최진성 (패)
- 송민재 & 이영지(나의 라임 오렌지나무) (승) vs 하선호 & 김현성 (패)

#### 탈락자
•그루비룸팀 : 오동환, 김현성
•행주&보이비팀: 최진성
•기리보이&키드밀리팀 : 김호진

### 멘토 콜라보 대결
- 1위: 서민규 & 강민수
- 2위: 이영지 & 김민규
- 3위: 권영훈
- 4위: 이진우
- 5위: 최진호 & 강현준
- 6위: 양승호
- 7위: 윤현선 & 송민재 (탈락)
- 8위: 하선호(탈락)

### 2차 팀대항전
1위 ~ 6위 합격, 7위 ~ 8위 탈락
- 1위: 강민수 & 서민규
- 2위: 김민규 & 이영지
- 3위: 권영훈
- 4위: 이진우
- 5위: 최진호 & 강현준
- 6위: 양승호
- 7위: 윤현선 & 송민재
- 8위: 하선호

### 세미파이널
- 1위:이진우
- 2위:강민수
- 3위:이영지
- 4위:양승호
- 5위:최진호
- 6위:권영훈(방송사고로 인한 평균점수 합산 후)
- 7위:서민규
- 8위:강현준
- 9위:김민규

### 파이널
- 1위: 이영지 (곡 : Go high)
- 2위: 강민수 (곡 : 팝콘)
- 3위: 최진호 (곡: 내맘대로)
- 4위: 이진우 (곡 : 장원급제)
- 5위: 권영훈 (곡 : 8(그들))
- 6위: 양승호 (곡 : 지구멸망)
- 스페셜 스테이지:김호진,윤현선,최진성,오동환(곡:WINNER)

## 시청률

### 시즌 3 (2019년)
| 회차 | 방송일자 | AGB 시청률 | TNmS 시청률 |
| ---- | -------- | ---------- | ----------- |
| 1화  | 2월 22일 | 1.5%       | %           |
| 2화  | 3월 1일  | 1.5%       | %           |
| 3화  | 3월 8일  | 1.3%       | %           |
| 4화  | 3월 15일 | 0.9%       | %           |
| 5화  | 3월 22일 | 0.9%       | %           |
| 6화  | 3월 29일 | 1.1%       | %           |
| 7화  | 4월 5일  | 1.1%       | %           |
| 8화  | 4월 12일 | 1.1%       | %           |